# Chris Evert
Christine Marie (Chris) Evert (Fort Lauderdale, 21 december 1954) is een voormalig toptennisspeelster en voormalig nummer 1 van de wereldranglijst uit de Verenigde Staten. Tijdens haar carrière won zij onder andere achttien grandslamtitels, waaronder zeven keer op Roland Garros: een record. Volgens de Women's Tennis Association was zij de beste speelster in de jaren 1975, 1976, 1977, 1980 en 1981, maar volgens vele andere bronnen ook in 1974 en 1978.
Evert heeft het hoogste percentage winstpartijen in het gehele professionele tennis: 90% (1304 tegen 144). Steve Flink noemt haar in zijn boek The Greatest Tennis Matches of the Twentieth Century de op twee na beste tennisspeelster van de 20e eeuw: enkel Steffi Graf en Martina Navrátilová schat hij nog hoger in. Evert heeft nooit in de eerste of in de tweede ronde verloren in een grandslamtoernooi. Als dubbelspeelster won zij drie grandslamtitels. Zij is drie keer getrouwd geweest en is sindsdien ongehuwd.

## Carrière

### Jeugd
Evert kreeg vanaf haar vijfde jaar tennislessen van haar vader, Jimmy Evert, een professioneel tenniscoach, die zelf in 1947 de titel had gewonnen van de Canadian Championships. Tegen 1969 was Evert de nummer 1 bij de meisjes tot 14 jaar in de V.S. en speelde ze haar eerste volwassenentoernooi in haar woonplaats Fort Lauderdale: ze verloor daar in de halve finales van Mary-Ann Eisel met 7-5, 3-6 en 6-1. Pas in 1990 zou haar landgenote Jennifer Capriati op dertienjarige leeftijd verder komen bij haar eerste toernooi, toen laatstgenoemde de finale haalde van het toernooi in Boca Raton.

### Junioren
In 1970 won Evert het kampioenschap voor 15- en 16-jarigen en werd zij uitgenodigd voor een graveltoernooi in Charlotte. Als vijftienjarige versloeg ze in de eerste ronde Françoise Dürr (6-1, 6-0), waarna ze Margaret Court versloeg in de halve finale (7-6, 7-6). Court had juist de grand slam in het enkelspel gewonnen (alle grandslamtoernooien in hetzelfde jaar).
Door deze resultaten werd Evert in 1971 als jongste ooit gekozen voor het team van de Wightman Cup. Zij versterkte het Amerikaanse Wightman Cup-team dertien keer (1971–1973, 1975–1982, 1984 en 1985), en staat daarmee na de Britse Virginia Wade (met 21 deelnames) op een gedeelde tweede plaats, samen met Ann Jones.

### 1971-1974
Haar grandslamdebuut maakte Evert in 1971 tijdens US Open, als zestienjarige. De uitnodiging kreeg ze na het winnen van het kampioenschap van 16-jarigen en jonger.
Na een gemakkelijke winst op Edda Buding in de eerste ronde overleefde Evert zes matchpoints tegen Mary-Ann Eisel met Eisel serverend. Uiteindelijk won Evert met 4-6, 7-6 en 6-1. In de ronden daarna moest Evert ook terugkomen in de partijen tegen Françoise Dürr (2-6, 6-2, 6-3) en Lesley Hunt (4-6, 6-2, 6-3), beiden gerenommeerde professionals. Uiteindelijk verloor ze in de halve finales van tennisicoon Billie Jean King (6-3, 6-2). Met deze nederlaag kwam een eind aan een reeks van 46 opeenvolgende overwinningen in zorgvuldig uitgezochte volwassenentoernooien.
In 1973 werd Evert tweede op Roland Garros en Wimbledon om één jaar later met overwinningen aldaar haar eerste grandslamtitels te pakken. Everts toenmalige verloofde Jimmy Connors won op Wimbledon het herenenkelspel. Dit leverde een hoop publiciteit op voor de "Love Match". De relatie zelf was van korte duur.
Evert en Connors speelden in de finale van het gemengd dubbelspel op de US Open in 1974, hoewel Evert er zelden dubbelspel speelde. Het dubbelspel (ook de damesdubbel) had in de loop van de jaren steeds minder de aandacht van Evert, die zich liever concentreerde op het enkelspel.

### 1975-1989
De vijf jaar daarna was Evert de Nummer 1 van de wereld, enkele keren werd ze echter (vaak voor korte duur) van de troon gestoten door Evonne Goolagong-Cawley, Tracy Austin en Martina Navrátilová. Evert won in 1975 opnieuw Roland Garros en de eerste van vier US Open-titels achter elkaar door winst op Goolagong in drie sets.

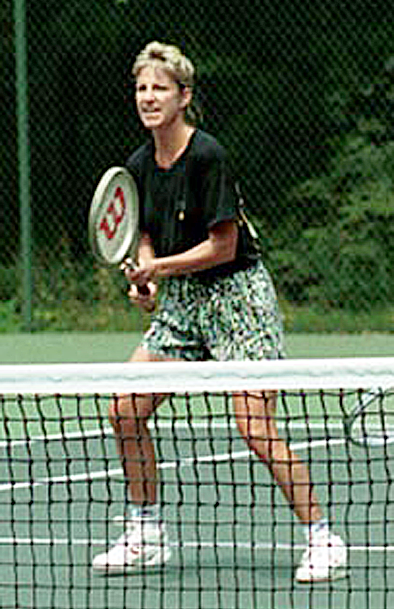
Op Camp David (augustus 1990)

Een jaar later won Evert Wimbledon in drie sets tegen Goolagong. Door haar kalme, ijzige optreden verdiende ze de bijnaam Ice Maiden van het tennis.
In de tweede helft van de jaren ’70 kwam er een nieuwe rivale voor Evert in de persoon van Martina Navrátilová. Hoewel ze buiten het veld goede vriendinnen waren was hun onderlinge rivaliteit op het tenniscourt een van de meest legendarische uit de geschiedenis van het tennis. In het begin had Evert de overhand, maar moest die in de loop van de jaren ’80 steeds meer aan Navrátilová laten.
In 1989 stopte Evert met professioneel tennis. In haar carrière won ze 157 enkelspel- en acht dubbelspeltitels. Haar winstpercentage in finales was 68,6% (157-72). Ze bereikte in 273 van haar 303 toernooien de halve finales. Ze won  vier keer de WTA Tour Championships en met het team van de Verenigde Staten acht keer de Fed Cup. Haar laatste profwedstrijd was een overwinning op Conchita Martínez in de finale van de Fed Cup in 1989: 6-3, 6-2.

### Titels en statistieken
Hoewel Evert op alle ondergronden succesvol was, was zij op gravel het dominantst.
Vanaf augustus 1973 won ze 125 achtereenvolgende partijen op gravel met slechts zeven verloren sets. Dit record staat nog steeds, ook in vergelijking met de heren. Verlies tegen Tracy Austin (6-4, 2-6, 7-6 (4)) in de halve finales van het Italian Open in 1979 doorbrak deze serie. Evert gaf nadien aan niet blij te zijn het record te hebben verloren, maar dat de druk op haar hierdoor wel minder was geworden. Hierna won Evert 72 wedstrijden achtereen op gravel tot het verlies tegen Hana Mandlíková in de halve finales van Roland Garros in 1981.
Evert won op Roland Garros een record van zeven titels; drie daarvan won ze in driesetters tegen Navrátilová in 1975 als titelverdedigster (2-6, 6-2, 6-1), in 1985 (6-3, 6-7, 7-5), waarmee ze voor de vijfde en laatste keer de nummer1-positie opeiste, en in 1986 (2-6, 6-3, 6-3), haar laatste Grandslamtitel.
In de jaren 1974 tot en met 1986 heeft Evert elk jaar minstens een Grandslamtitel veroverd. Het zijn er 18 in totaal: zeven keer Roland Garros, zes keer de US Open (drie keer gravel, drie keer hardcourt), drie keer Wimbledon, twee keer de Australian Open (op gras).
In de 56 grandslamtoernooien die ze speelde haalde ze 52 keer de halve finale en 34 keer de finale. Tussen september 1971 (haar debuut bij het US Open) en juni 1983 (haar twaalfde bezoek aan Wimbledon) haalde Evert steeds minstens de halve finale in 34 toernooien: ook dit record staat nog. Het eindigde toen men op Wimbledon weigerde het verzoek van Evert in te willigen haar partij tegen Kathy Jordan uit te stellen vanwege een voedselvergiftiging. Hierdoor verdween ook haar kans dat jaar op een Grand Slam: Evert bezat al de titels van het Australian Open, Roland Garros en US Open.
Het winstpercentage van al haar Grandslamtoernooien is 88,7% (297-38): Roland Garros 72-6, 94-15 op Wimbledon, US Open 101-13 (meeste gewonnen partijen ooit) en 30-4 bij het Australian Open. Alle zes keren dat ze meedeed aan het Australian Open haalde ze de finale; ze speelde veertien Grandslamfinales tegen Navrátilová waarvan ze er tien verloor. De enige winstpartijen waren drie keer Roland Garros en een keer Australian Open; Navrátilová heeft Evert minstens één keer verslagen in alle Grandslamtoernooien. Winst was er voor Evert in de halve finales van de US Open (1975), Wimbledon (1976 en 1980), en de Australian Open (1988); ze verloor in de halve finales van de US Open (1981), Wimbledon (1987 en 1988), Roland Garros (1987).

### Concurrentes
De grootste rivalen waar Evert mee te maken had, waren: Virginia Wade (40-6), Martina Navrátilová (37-43), Evonne Goolagong (26-13), Virginia Ruzici (24-0), Sue Barker (23-1), Betty Stöve (22-0), Rosemary Casals (22-1), Hana Mandlíková (21-7), Wendy Turnbull (20-1), Billie Jean King (19-7: winst in de laatste elf partijen met verlies van maar twee sets), Pam Shriver (19-3), Kerry Melville Reid (18-2), Manuela Maleeva-Fragnière (17-2), Helena Suková (17-2), Andrea Jaeger (17-3), Dianne Fromholtz (16-3), Olga Morozova (15-0), Françoise Dürr (13-0), Margaret Court (9-4), Tracy Austin (8-9), Mary Joe Fernandez (7-0), Gabriela Sabatini (6-3), Nancy Richey-Gunter (6-5: winst in de laatste zes wedstrijden), Steffi Graf (6-8: verlies in de laatste acht partijen) en Monica Seles (2-1).

### Onderscheidingen
Evert werd vier keer benoemd tot Associated Press Female Athlete of the Year en kreeg in 1976 de titel Sportswoman of the Year van Sports Illustrated.
Ze ontving in april 1985 de titel "Greatest Woman Athlete of the Last 25 Years" van de Women’s Sports Foundation.
Evert was in 1975 en 1976 en van 1983 tot 1991 voorzitter van de Women's Tennis Association. In 1995 was ze de vierde speler die unaniem werd gekozen voor de International Tennis Hall of Fame na een wereldwijde enquête onder 185 sportjournalisten. In 1999 kwam Evert op de vijftigste plaats in de lijst van Noord-Amerikaanse sporters van de twintigste eeuw.
TENNIS Magazine noemde haar in 2005 op de vierde plaats in de lijst van "Greatest Players of the TENNIS Era".
In 2005 ontving Evert de Sarah Palfrey Danzig Award.

## Na haar carrière
Evert leidt een tennisacademie die haar naam draagt in Boca Raton. Zij ondersteunt daarbij het tennisteam van de Saint Andrew’s High School. Daarnaast werkt zij voor Tennis Magazine.

## Privé
Evert werd geboren in Fort Lauderdale, Florida als dochter van Colette Thompson en Jimmy Evert. Jimmy was een professioneel tenniscoach en kwam uit een echte tennisfamilie. Chris en haar zus Jeanne werden tennisprofessional; hun broer John kreeg een volledige beurs om via de universiteit tennis te spelen. Evert behaalde haar diploma aan de St. Thomas Aquinas High School in Fort Lauderdale in 1973.
Zelfs voordat ze haar eerste grandslamtoernooi won sloot zij een contract met Puritan Fashions Corp. voor sportkleding. De directeur van dit bedrijf heeft een renpaard naar Evert genoemd.
Evert heeft meerdere beroemde mannen als partner gehad: haar romance met Jimmy Connors werd breed uitgemeten in de publiciteit. Hun geplande huwelijk op 8 november 1974 ging echter niet door. In de jaren daarna had Evert relaties met achtereenvolgens Burt Reynolds, Geraldo Rivera, Adam Faith, Vitas Gerulaitis en John Gardner Ford, de zoon van voormalig president Gerald Ford.
Ze trouwde in 1979 met de Britse tennisser John Lloyd en stond vanaf die tijd bekend als Chris Evert-Lloyd. Ze scheidden in 1987. In 1988 trouwde Evert met de Amerikaanse skiër Andy Mill. Ze kreeg drie zoons: Alexander James (1991), Nicholas Joseph (1994) en Colton Jack (1996).
Dit huwelijk werd op 4 december 2006 ontbonden.
Op 28 juni 2008 is Chris Evert op de Bahama’s getrouwd met de Australische golfer Greg Norman. Op 2 oktober 2009 kondigde het paar aan dat ze uit elkaar zouden gaan na vijftien maanden huwelijk "als vrienden met voldoende aandacht voor elkaars familie." Op 8 december van dat jaar werd de echtscheiding uitgesproken.
In december 2021 werd bij Evert eierstokkanker ontdekt. In januari 2023 werd ze kankervrij verklaard, maar in december 2023 werd de ziekte opnieuw vastgesteld.

## Titels

### Grandslamtitels
- Australian Open: 1982, 1984
- Roland Garros: 1974, 1975, 1979, 1980, 1983, 1985, 1986
- Wimbledon: 1974, 1976, 1981
- US Open: 1975, 1976, 1977, 1978, 1980, 1982

## Resultaten grandslamtoernooien
| Legenda | Legenda                          |
| ------- | -------------------------------- |
| g.t.    | geen toernooi gehouden           |
| l.c.    | lagere categorie                 |
| –       | niet deelgenomen                 |
| G       | uitgeschakeld in de groepsfase   |
| 1R      | uitgeschakeld in de eerste ronde |
| 2R      | uitgeschakeld in de tweede ronde |
| 3R      | uitgeschakeld in de derde ronde  |
| 4R      | uitgeschakeld in de vierde ronde |
| KF      | uitgeschakeld in de kwartfinale  |
| HF      | uitgeschakeld in de halve finale |
| F       | de finale verloren               |
| W       | het toernooi gewonnen            |
| w-v     | winst/verlies-balans             |

### Enkelspel
| Toernooi        | 1971 | 1972 | 1973 | 1974 | 1975 | 1976 | 1977 | 1977 | 1978 | 1979 | 1980 | 1981 | 1982 | 1983 | 1984 | 1985 | 1986 | 1987 | 1988 | 1989 |
| --------------- | ---- | ---- | ---- | ---- | ---- | ---- | ---- | ---- | ---- | ---- | ---- | ---- | ---- | ---- | ---- | ---- | ---- | ---- | ---- | ---- |
| Australian Open | –    | –    | –    | F    | –    | –    | –    | –    | –    | –    | –    | F    | W    | –    | W    | F    | g.t. | –    | F    | –    |
| Roland Garros   | –    | –    | F    | W    | W    | –    | –    | –    | –    | W    | W    | HF   | HF   | W    | F    | W    | W    | HF   | 3R   | –    |
| Wimbledon       | –    | HF   | F    | W    | HF   | W    | HF   | HF   | F    | F    | F    | W    | F    | 3R   | F    | F    | HF   | HF   | HF   | HF   |
| US Open         | HF   | HF   | HF   | HF   | W    | W    | W    | W    | W    | F    | W    | HF   | W    | F    | F    | HF   | HF   | KF   | HF   | KF   |

### Vrouwendubbelspel
| Toernooi        | 1972 | 1973 | 1974 | 1975 | 1976 | 1977 | 1977 | 1978 | 1979 | 1980 | 1981 | 1982 | 1983 | 1984 | 1985 | 1986 | 1987 | 1988 | 1989 |
| --------------- | ---- | ---- | ---- | ---- | ---- | ---- | ---- | ---- | ---- | ---- | ---- | ---- | ---- | ---- | ---- | ---- | ---- | ---- | ---- |
| Australian Open | –    | –    | –    | –    | –    | –    | –    | –    | –    | –    | –    | 3R   | –    | HF   | KF   | g.t. | –    | F    | –    |
| Roland Garros   | –    | HF   | W    | W    | –    | –    | –    | –    | KF   | KF   | KF   | –    | 3R   | –    | KF   | 3R   | –    | –    | –    |
| Wimbledon       | 1R   | 1R   | HF   | KF   | W    | 2R   | 2R   | –    | KF   | KF   | KF   | 3R   | 3R   | 3R   | KF   | 2R   | –    | HF   | 3R   |
| US Open         | 3R   | HF   | –    | HF   | –    | –    | –    | 1R   | HF   | 2R   | 3R   | 3R   | –    | KF   | KF   | –    | 3R   | KF   | –    |